# Nangis
Nangis é uma comuna francesa localizada na região administrativa da Ilha de França, no departamento de Sena e Marne. A comuna possuía 8083 habitantes segundo o censo de 2010.

## Geografia
Nangis está situada no centro da região de Brie e de Sena e Marne, entre Melun e Provins. A comuna é o chef-lieu (a capital) do cantão de Nangis (17 comunas) no arrondissement de Provins. Nangis dista 60 km a sudeste de Paris.

## História
Nangis foi citada em 1157 em uma bula do papa Adriano IV, sob o  nome de Nangiacus.. Foi elevada à condição de cidade em 1544 por Francisco I de França.
Os russos foram derrotados na Batalha de Nangis em 17 de fevereiro de 1814 por François-Étienne Kellermann e Jean-Baptiste Girard.

## Lugares e monumentos
- Igreja de Saint-Martin, datada do século XIII[7]

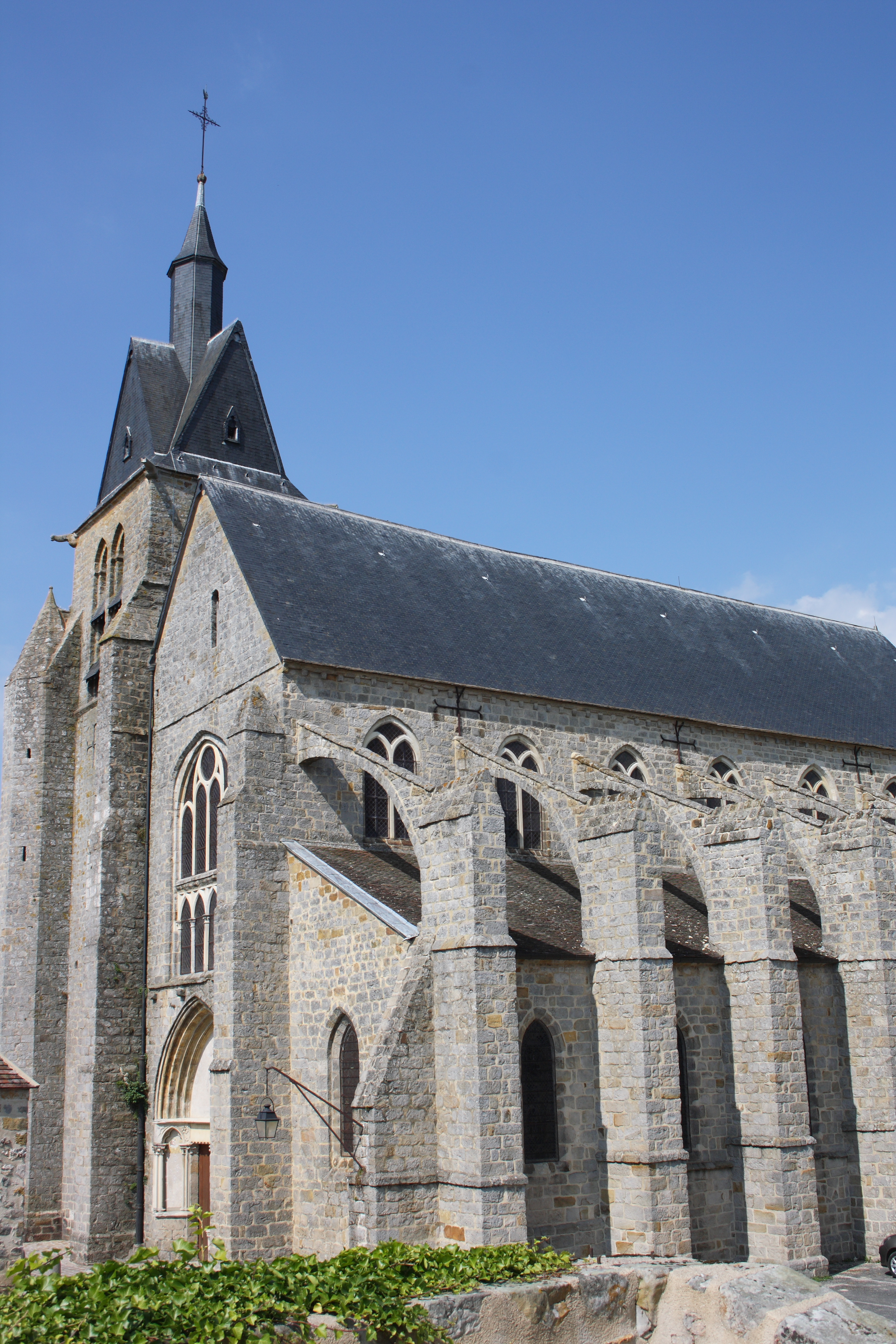
Igreja de Saint-Martin

- Castelo e Parque da Prefeitura